# Andreas Boonstra
Andreas Boonstra, född 13 maj 1973, är en svensk musiker, regissör, dramatiker och skådespelare, konstnärlig ledare på Moment teater i Gubbängen i södra Stockholm.
Andreas Boonstra är uppvuxen på Ekerö väster om Stockholm, och gick Södra Latins teaterlinje. Han startade 1996 Teater Scenario tillsammans med bland andra Daniela Kullman och Lotti Törnros, där han var konstnärligt aktiv och regisserade ett tiotal uppsättningar till och med 2001. År 2000 startade han Moment teater tillsammans med bland annat Pontus Stenshäll, Åsa Berglund Cowburn och Simon Steensland. Han har även regisserat på bland annat Dramaten, Stockholms stadsteater, Confidencen och Boulevardteatern, Ung Scen Öst och Göteborgs Stadsteater.
Andreas Boonstra fick Svenska Dagbladets Thaliapris tillsammans med Pontus Stenshäll 2008.

## Regi (i urval)
På Moment teater
- Titus Andronicus av William Shakespeare (2002)[6]
- Frankenstein, fritt efter Mary Shelley (2003)[7]
- Mein Kampf av George Tabori (2003)[8]
- Orkestern av Joakim Stenshäll (2003)[9]
- En sorts Odysséen, efter Homeros Odysséen (2004)[10]
- Till Damaskus med spöktåget, efter August Strindbergs Till Damaskus (2004)[11]
- Mariamne av Pär Lagerkvist (2005)[12]
- Ashes to Ashes av Harold Pinter (2006)[13]
- Älsklingsrätten av Clara och Christian Diesen (2006)[14]
- Dr Jekyll och mr Hyde, fritt efter Robert L. Stevenson (2007)[15]
- Faust av Johann Wolfgang von Goethe (2007)[16]
- Antikrundan, fritt efter pjäser av Sofokles, Aischylos och Euripides (2008)[17]
- Skattkammarön av Robert L. Stevenson (2009)[18]
- Nya Spöksonaten, efter August Strindbergs Spöksonaten (2012)[19]
- Frida Strindberg the spider from mars and Cave of the golden calf av Åsa Berglund Cowburn. 2012
- Kris av Andreas Boonstra 2013.
- Den Inbillningsjuke, fritt efter Molière. 2014
- moment on ice av Andreas Boonstra 2014
- Don Quijote - killar säljer. Fritt efter Cervantes 2015
- Revisorn, fritt efter Gogol 2016
- Duck Variations av David Mamet 2016
- Vox Humana - budgivning pågår av Andreas Boonstra 2016

På andra teatrar
- Baby Love av Anders Hasselgren, Stockholms stadsteater (2000)[20]
- Jag William av Jan-Erik Sääf, Confidencen samt turnéer (2006)[21]
- Jag tänker på mig själv av Marianne Lindberg De Geer, Dramaten (2007)[22]
- Freuds cigarr av Jan-Erik Sääf, Boulevardteatern, Radioteatern och turné (2009)[23]
- Full speed ahead av Marianne Lindberg De Geer. Stockholms Stadsteater 2009.
- Ön av Andreas Boonstra och Stefan Sundström. Stockholms Stadsteater 2010
- Ännu mer om alla vi Mvg och adhdbarn i Bullerbyn av Andreas Boonstra och Malin Axesson. Ung scen öst 2011
- Fadren av August Strindberg. Göteborgs stadsteater 2016.

## Filmografi, roller
- 1991 – Ingenjör Olssons grabb (kortfilm)
- 2010 – Tid ur led (kortfilm)